# Атлантичний біогеографічний регіон

Біогеографічні регіони Європи й Туреччини: арктичний, бореальний, атлантичний, континентальний, альпійський, паннонський, середземноморський, макаронезійський, степовий, чорноморський та анатолійський регіони

Атлантичний біогеографічний регіон — біогеографічний регіон Європи, який межує з Атлантичним океаном і Північним морем.

## Обсяг
Атлантичний регіон включає всю Велику Британію, Ірландію та Нідерланди, частину Німеччини, Данії, Бельгії та Франції, а також північні береги Іспанії та Португалії. Земля, як правило, невисока і рівнинна, і ніколи не віддаляється більше ніж на 300 кілометрів від моря, з вітрами, як правило, що дмуть із заходу. Як наслідок, клімат океанічний із м’якою зимою та прохолодним літом. Цілий рік випадає помірна кількість опадів.

## Середовище
Довга, порізана берегова лінія включає багато місць проживання. Деякі райони мають скелі та скелясті миси з вузькими припливними затоками, а інші мають захищені затоки з міжприливними грязями та піщаними пляжами. Земля була вкрита льодом до 10 000 ka, і видова різноманітність тут нижча, ніж в інших європейських біогеографічних регіонах, але дика природа багата, включаючи великі зграї перелітних птахів і багато морських організмів, які живляться поживними речовинами, що їх несе Гольфстрім із Карибського басейну. Кілька найважливіших річок Європи впадають у море вздовж узбережжя Атлантичного океану (Жиронда, Луара, Рейн, Темза, Сена, Шельда), створюючи величезні лимани високої економічної та біологічної цінності. Земля була кардинально змінена людьми: ліси були вирубані, щоб звільнити місце для сільського господарства та великих урбанізованих територій. Забруднення є проблемою як на суші, так і на морі, і надмірний вилов також є загрозою. Атлантичний регіон дійсно є одним із найбільш густонаселених та інтенсивно керованих районів Європи. Понад 100 мільйонів людей живуть і працюють у цьому районі (майже чверть населення ЄС).

## Види

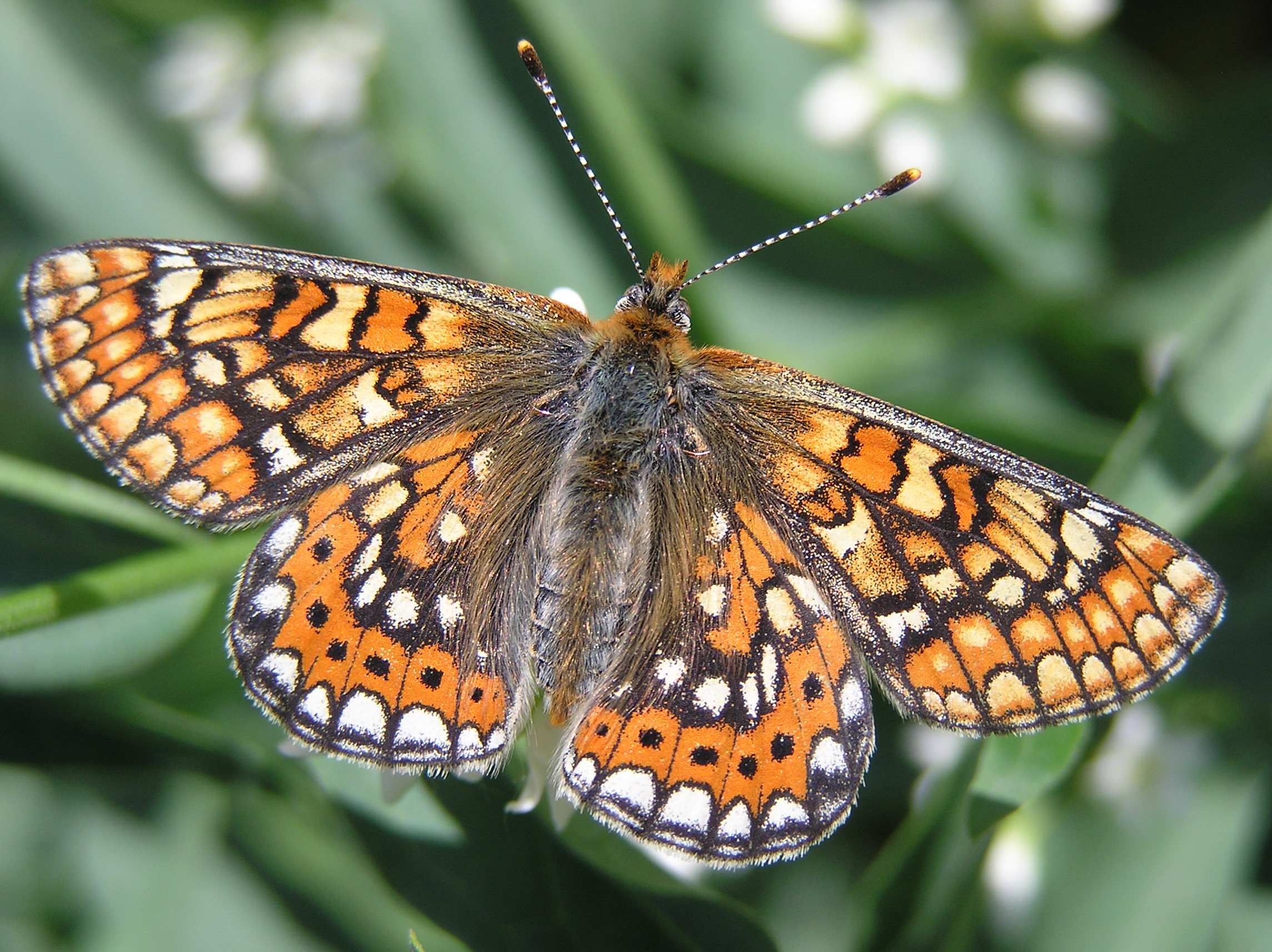
Рябець Авринія (Euphydryas aurinia) — типовий мешканець регіону

### Рослинність
П'ятдесят два види флори, перелічені в Додатку II Оселищної директиви присутні тут, з яких 14 є ендемічними. Рівень ендемізму є найнижчим з усіх біогеографічних регіонів і зазвичай обмежується північною частиною Піренейського півострова. Наприклад, Festuca summilusitana росте лише на північному іберійському узбережжі; Angelica heterocarpa росте на берегах лиманів уздовж французького Атлантичного узбережжя; Gentianella anglica росте на крейдяних трав'янистих місцевостях у Великій Британії. Також добре представлені мохоподібні. Серед них – рідкісний Petalophyllum ralfsii, який пов'язаний з вологими слабкими піщаними дюнами.

### Тваринний світ
В Атлантичному регіоні проживає 80 видів, зазначених у Оселищній директиві. Понад третину складають безхребетні, починаючи від рідкісних метеликів і бабок і закінчуючи сухопутними равликами, такими як крихітний равлик Vertigo angustior і прісноводна перлівка Margaritifera durrovensis — ендемік регіону. Euphydryas aurinia є характерним видом багатих квітами вологих або сухих пасовищ. Він повністю залежить від однієї рослини-господаря, Succisa pratensis, яка в достатку зустрічається на пасовищах, які випасаються. Вид виживає в метапопуляціях, що постійно змінюються, утворених низкою пов'язаних субпопуляцій, які часто можуть вимирати і відновлюватися поблизу.
Багато видів кажанів також присутні, особливо в прикордонних регіонах Бельгії та Франції, де великі печерні системи та стародавні укріплення є ідеальними місцями для ночівлі для цих видів. Атлантичний регіон, мабуть, найбільш відомий своїм багатим морським життям. Найбільша в Європі концентрація тюленів розташована біля берегів Британських островів і Ватового моря. Афаліни та морські свині присутні у значній кількості на всьому шляху вздовж узбережжя від Данії до Північної Іспанії. Водоплавні птахи та кулики також стікаються в цей район у великій кількості, особливо взимку, щоб уникнути суворих умов арктичної півночі та знайти притулок у багатих поживними речовинами прибережних водно-болотних угіддях узбережжя Атлантичного та Північного морів.